# Tramvajová doprava v Káhiře a v Heliopoli

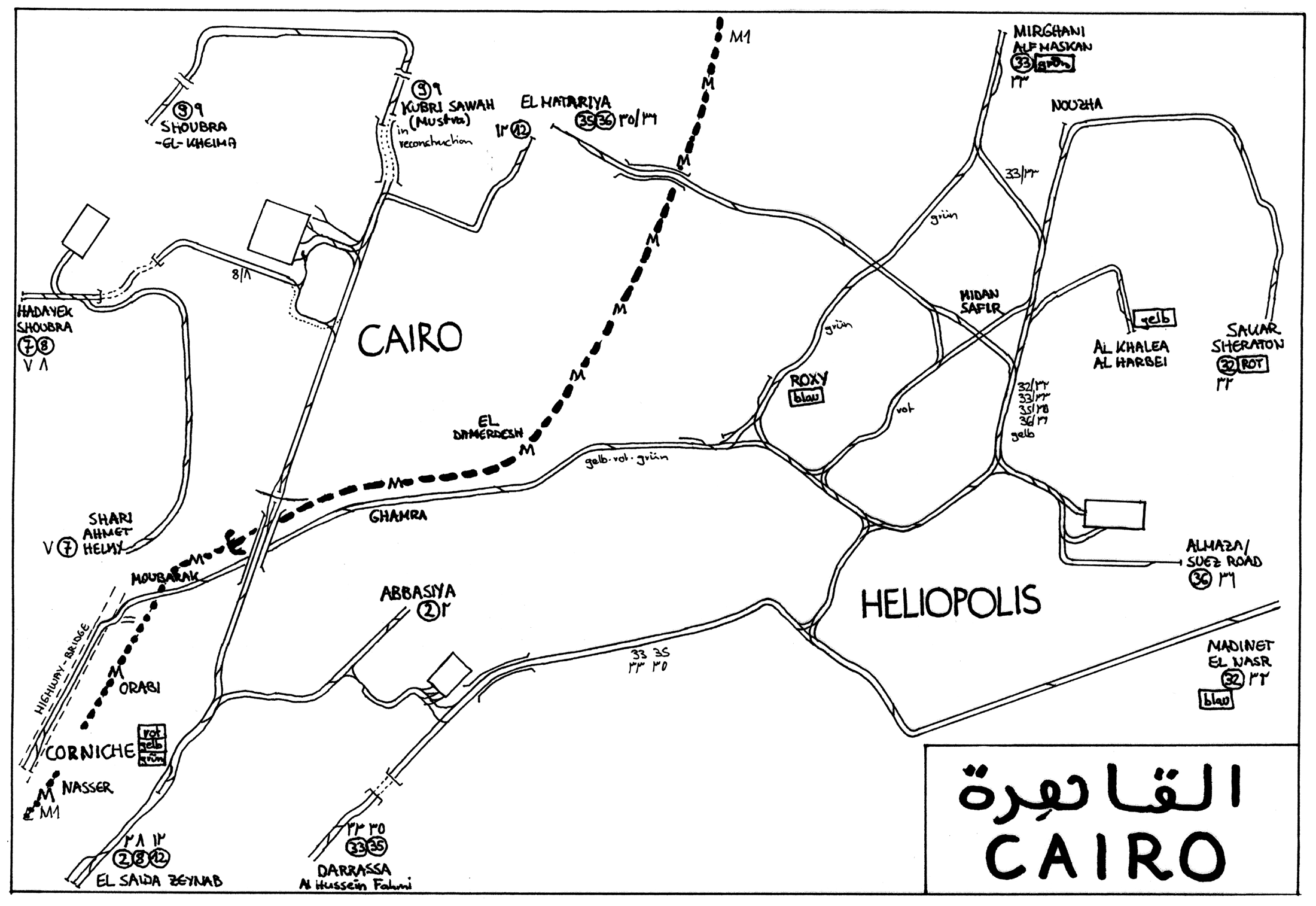
Mapa sítě s linkovým vedením (1996)

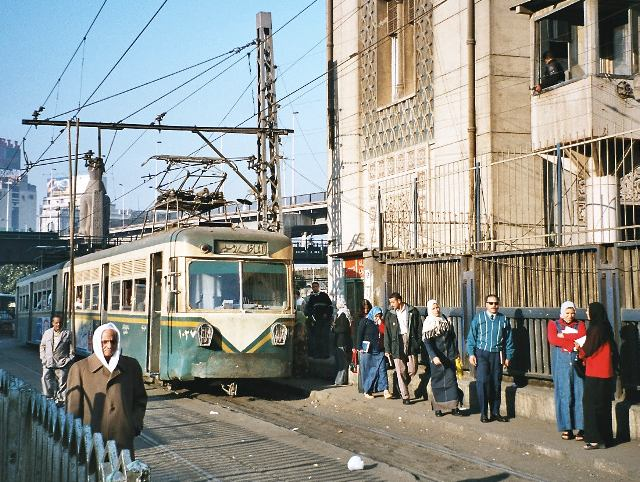
Tramvaj v Heliopolské části města přijíždějící do zastávky

Tramvajový provoz se nachází také v hlavním městě Egypta, v Káhiře. 
Současná síť se skládá z dvou hlavních částí – hlavní tramvajové sítě v Heliopoli a menší v nedaleké Káhiře. Obě sítě bývaly dříve nezávislé, k jejich spojení pod jednoho dopravce, Cairo Transport Authority, došlo roku 1991. Tramvaje jezdí na úzkém rozchodu 1000 mm a převážně na železničních kolejnicích (bez žlábku). Žlábkové kolejnice jsou jen v centru města a na modernějších úsecích. Výhybky jsou stavěny ručně, jsou převážně železničního typu a ve velice špatném technickém stavu. V roce 2019 byl provoz ukončen a poté systém snesen.

## Historie
První tramvajová linka se v Káhiře objevila 12. srpna 1896, v Heliopoli pak 5. září 1908. Již roku 1917 existovalo v metropoli tehdy ještě nezávislého Egypta 22 tramvajových linek, které tak tvořily základ veřejné dopravy ve městě. Význam tramvají poklesl teprve až na konci 80. let; roku 1987 zahájil provoz první úsek metra, a díky tomu tak získal sever i jih města mnohem kvalitnější spojení. Podzemní dráha tak vytlačila z některých oblastí tramvaje zcela (například byly zrušeny tratě vedoucí přes Nil do přilehlé Gízy a většina městských tratí v Káhiře samotné; takže nyní mají tramvaje charakter ryze napaječů metra). Naopak síť v Heliopolisu změněna nebyla nijak, ba byla dokonce i rozšířena do dalších okolních obcí (Shubra el-Kheima, Nasr town).
Vzhledem k proběhlému rušení tratí a rozvoji metra je budoucnost tramvajové dopravy jak v Káhiře, tak i Heliopoli velmi nejistá. Samotnou meziměstskou trať by mohla nahradit třetí linka metra, která má vést z Káhiry přes Heliopolis směrem k letišti.

## Infrastruktura
Vozový park a tratě jsou ve velmi špatném stavu, tudíž i cestovní rychlost musí být tomu přizpůsobena a je tak velmi nízká. Jízdní řády v podstatě neexistují a mapy sítě jsou na zastávkách velmi zřídka. Přesto však tramvajová doprava patří vzhledem ke své nízké ceně mezi relativně oblíbené způsoby přepravy. 
Do provozu jsou nasazovány dvouvozové tramvajové soupravy, na meziměstské lince do Heliopolisu pak třívozové. V minulosti zde jezdily české tramvaje Tatra K5AR. 